# Hàm Sơn, Mã An Sơn
Hàm San hay Hàm Sơn (chữ Hán giản thể: 含山县, Hán Việt: Hàm San huyện hay Hàm Sơn huyện) là một huyện của địa cấp thị Mã An Sơn, tỉnh An Huy, Cộng hòa Nhân dân Trung Hoa. Huyện này có diện tích 1028 km², dân số 440.000 người. Mã số bưu chính của huyện Hàm San là 238100. Về mặt hành chính, huyện này được chia thành 8 trấn (Hoài Phong, Vận Tào, Tiên Tung, Thanh Khê, Lâm Đầu, Đồng Áp, Đào Hán, Chiêu Quan), huyện lỵ đóng ở trấn Hoài Phong. Huyện được chuyển về địa cấp thị Mã An Sơn sau khi địa cấp thị Sào Hồ bị giải thể vào năm 2011.